# Gambia-Epaulettenflughund
Der Gambia-Epaulettenflughund (Epomophorus gambianus) ist ein Flughund der Gattung Epomophorus, welcher in Nord- und Westafrika verbreitet ist.

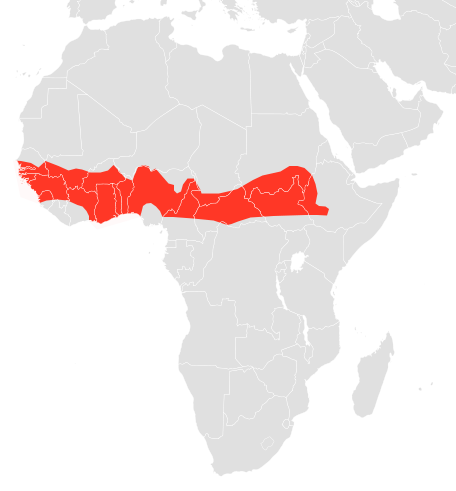
Verbreitungsgebiet des Gambia-Epaulettenflughunds

## Beschreibung
Der Gambia-Epaulettenflughund ist ein mittelgroßer Flughund. Der Kopf ist groß und die Schnauze breit und verlängert, wobei sie an der Spitze Y-förmig in vergrößerten Nasenlöchern endet.
Das Fell ist beige-braun, wobei Kopf, Schultern und Rücken einen rötlichen Stich haben können. Der Bauch ist oft heller als der Rest des Tieres, und ausgewachsene Tiere können einen gräulichen Fleck in der Abdominalregion haben. Die Ohren sind relativ groß und dunkelbraun, wobei sich am Ohransatz ein Büschel weißer Haare befindet.
Der Gambia-Epaulettenflughund zeigt sexuellen Dimorphismus. Die Männchen sind größer und haben die für Epaulettenflughund typischen weißen Haarbüscheln an den Schultern, wo sich auch sackähnliche Drüsen befinden. Ein Schwanz ist normalerweise nicht erkennbar und erreicht nur selten eine maximale Länge von 6 mm.
Männchen sind 91 bis 155 g schwer und haben eine Kopf-Rumpf-Länge von 155 bis 197 mm, während Weibchen 56 bis 145 g schwer und 131 bis 173 mm lang sind.

## Lebensweise
Der Gambia-Epaulettenflughund ist häufig in Savannen und Waldland in Westafrika anzutreffen, hauptsächlich entlang von Waldrändern. Er ernährt sich von verschiedenen Früchten, darunter Papaya, Guave, Kaschu, Mango und Niem, und ist somit ein wichtiger Samenverbreiter. Zudem trinkt die Art Nektar, wobei sie Pollen von Blüten aufnimmt und zur Bestäubung verschiedener Pflanzenarten beiträgt. Zum Fressen landen die Tiere statt vor der Frucht oder Blüte zu schweben.
Tagsüber hängen die Tiere in Bäumen, meist 10 bis 15 m über dem Boden. Dabei sind die Tiere sowohl einzeln als auch in Gruppen von über 50 Individuen anzutreffen.
Der Gambia-Epaulettenflughund kann wahrscheinlich zweimal pro Jahr Jungtiere gebären, wobei der Zeitpunkt der Geburt und des Säugens stark von der Verfügbarkeit von Früchten abhängt. Die stellt sicher, dass das Weibchen während dieser Zeit genügend Futter findet, um sich selbst und das Jungtier zu ernähren.

## Verbreitung und Lebensraum
Der Gambia-Epaulettenflughund kommt von Senegal bis Äthiopien vor. Ihr Bestand wird von der IUCN dank der weiten Verbreitung als ungefährdet eingestuft.